# Охотники Дюны
«Охотники Дюны» (англ. Hunters of Dune) — первый из двух романов, написанных Брайаном Гербертом и Кевином Дж. Андерсоном, завершающими оригинальную серию «Дюна» Фрэнка Герберта. По их утверждению роман основан на записях, оставленных Фрэнком Гербертом, а «Охотники Дюны» и их продолжение «Песчаные черви Дюны» представляют свою версию того, что Фрэнк Герберт планировал выпустить как седьмой роман в серии «Дюны». Роман был опубликован 22 августа 2006 года и продолжает рассказ, остановленный в 1985 году на книге «Капитул Дюны» об опасности, грозящей человечеству из отдаленных миров.
Первые пять глав романа были доступны до публикации романа через бесплатную загрузку с официального сайта Дюны с марта до июля в 2006 году.

## Сюжет
Досточтимые матроны привели в Старую Империю Древнего врага, грозящего вымиранием всему человечеству. Шиана, Дункан Айдахо, Майлс Тег и Скитале, последний Мастер Тлейлаксу, пытаются вырваться из ловко расставленных сетей, на корабле-невидимке с песчаными червями на борту. Но на борту оказывается диверсант, постепенно выводящий все жизненно важные системы из строя. Ради выживания Скитале открывает спутникам самые священные тайны Бене Тлейлаксу и помогает воскресить самого Пола Атрейдеса — Квисатц Хадераха, единственного человека во вселенной, способного победить неуязвимого Древнего врага. Бывшая Досточтимая Матрона Мурбелла предпринимает попытки объединить орден Бене Гессерит и Досточтимых матрон, для создания невиданной по мощи в истории человечества великой армии. В Космической Гильдии зреет заговор, администрация пытается всеми силами избавиться от Навигаторов, тем самым снять зависимость от пряности — самого ценного ресурса во вселенной. Лицеделы, вернувшиеся из рассеяния, вышли на новый уровень развития, теперь никто включая Вещающих истину ордена Бене Гессерит не способен их обнаружить, и они могут подменить кого угодно и где угодно.